# 宽唇山姜
宽唇山姜（学名：Alpinia platychilus）为姜科山姜属下的一个种。

## 扩展阅读
- 維基物種上的相關：宽唇山姜